# 宗像大宮司の一覧
宗像大宮司（むなかただいぐうじ）とは今の福岡県宗像市にある宗像大社の宮司のことである。大宮司職は宗像大宮司家の嫡流断絶まで宗像氏が独占していた。現在では宮ごとに3つに分かれている。

## 宗像大宮司の一覧
| 順番     | 人名         | 在任期間                                                | 備考                                 |
| -------- | ------------ | ------------------------------------------------------- | ------------------------------------ |
| 1        | 清氏         | 延喜14年（914年） - 天慶元年（938年）                   | 伝・宇多天皇の皇子                   |
| 2        | 氏男         | 天慶2年（939年） - 応和3年（963年）                     |                                      |
| 3        | 氏世         | 康保元年（964年） - 寛和2年（986年）                    |                                      |
| 4        | 氏能         | 永延元年（987年） - 長和元年（1012年）                  |                                      |
| 5        | 宗時         | 長和2年（1013年） - 長元5年（1032年）                   |                                      |
| 6        | 妙忠         | 長元6年（1033年） - 永承5年（1050年）                   |                                      |
| （一説） | 為忠         |                                                         |                                      |
| 7        | 氏高         | 永承6年（1051年） - 延久3年（1071年）                   |                                      |
| 8        | 氏助         | 延久4年（1072年） - 寛治7年（1093年）                   |                                      |
| 9        | 氏季         | 嘉保元年（1094年） - 嘉承元年（1106年）                 |                                      |
| 10       | 氏道         | 嘉承2年（1107年） - 天仁元年（1108年）                  |                                      |
| 11       | 氏尚         | 天仁2年（1109年） - 元永元年（1118年）                  |                                      |
| 12       | 氏房         | 保安元年（1120年） - 保安3年（1122年）                  |                                      |
| 13       | 氏永         | 保安4年（1123年）                                       |                                      |
| 14       | 氏房         | 天治元年（1124年） - 大治4年（1129年）                  |                                      |
| 15       | 氏平         | 大治5年（1130年）                                       |                                      |
| 16       | 氏俊         | 天承元年（1131年）                                      |                                      |
| 17       | 氏平         | 天承元年（1131年）                                      |                                      |
| 18       | 氏房         | 長承元年（1132年）                                      |                                      |
| 19       | 氏俊         | 長承元年（1132年） - 保延3年（1137年）                  |                                      |
| 20       | 氏信         | 保延4年（1138年） - 康治2年（1143年）                   |                                      |
| 21       | 氏平         | 天養元年（1144年） - 久安元年（1145年）                 |                                      |
| 22       | 氏信         | 久安2年（1146年） - 久安6年（1150年）                   |                                      |
| 23       | 氏平         | 仁平元年（1151年） - 仁平3年（1153年）                  |                                      |
| 24       | 氏俊         | 久寿元年（1154年） - 平治元年（1159年）                 |                                      |
| 25       | 氏実         | 永暦元年（1160年） - 応保元年（1161年）                 |                                      |
| 26       | 氏勝         | 応保2年（1162年）                                       |                                      |
| 27       | 氏幸         | 長寛元年（1163年） - 長寛2年（1164年）                  |                                      |
| 28       | 氏実         | 永万元年（1165年） - 承安2年（1172年）                  |                                      |
| 29       | 氏幸         | 承安3年（1173年） - 安元元年（1175年）                  |                                      |
| 30       | 氏実         | 安元2年（1176年） - 寿永元年（1182年）                  |                                      |
| 31       | 氏家         | 寿永2年（1183年）                                       |                                      |
| 32       | 氏実         | 寿永2年（1183年）                                       |                                      |
| 33       | 氏家         | 元暦元年（1184年）                                      |                                      |
| 34       | 氏永         | 文治元年（1185年）                                      |                                      |
| 35       | 氏実         | 文治元年（1185年） - 文治4年（1188年）                  | 鎌倉幕府御家人となる                 |
| 36       | 氏国         | 文治5年（1189年） - 建久8年（1197年）                   |                                      |
| 37       | 氏仲         | 建久9年（1198年）                                       |                                      |
| 38       | 氏国         | 正治元年（1199年） - 建暦元年（1211年）                 |                                      |
| 39       | 氏重         | 建暦2年（1212年）                                       |                                      |
| 40       | 氏国         | 建保元年（1213年） - 建保3年（1215年）                  |                                      |
| 41       | 氏能         | 建保4年（1216年）                                       |                                      |
| 42       | 氏国         | 建保5年（1217年） - 寛喜3年（1231年）                   |                                      |
| 43       | 氏経         | 貞永元年（1232年） - 嘉禎元年（1235年）                 |                                      |
| 44       | 氏昌         | 嘉禎2年（1236年） - 宝治元年（1247年）                  |                                      |
| 45       | 氏澄         | 宝治2年（1248年）                                       |                                      |
| 46       | 氏経         | 建長元年（1249年）                                      |                                      |
| 47       | 氏業         | 建長2年（1250年）                                       |                                      |
| 48       | 長氏（氏長） | 建長3年（1251年） - 文永元年（1264年）                  |                                      |
| 49       | 氏盛         | 文永2年（1265年） - 建治3年（1277年）                   |                                      |
| 50       | 氏範         | 建治3年（1277年）                                       |                                      |
| 51       | 氏正         | 弘安元年（1278年） - 正応3年（1290年）                  |                                      |
| 52       | 氏俊         | 正応4年（1291年） - 正中元年（1324年）                  |                                      |
| 53       | 氏名         | 正中2年（1325年） - 建武2年（1335年）                   |                                      |
| 54       | 氏俊         | 延元元年/建武3年（1336年） - 正平3年/貞和4年（1348年）  |                                      |
| 55       | 氏頼         | 正平4年/貞和5年（1349年） - 文中3年/応安7年（1374年）   |                                      |
| 56       | 氏重         | 天授元年/永和元年（1375年） - 元中9年/明徳3年（1392年） |                                      |
| 57       | 氏経         | 明徳4年（1393年） - 応永9年（1402年）                   |                                      |
| 58       | 氏忠         | 応永10年（1403年）                                      |                                      |
| 59       | 氏勝（長松） | 応永11年（1404年）                                      |                                      |
| 60       | 氏経         | 応永12年（1405年） - 応永16年（1409年）                 |                                      |
| 61       | 氏顕         | 応永17年（1410年） - 応永27年（1420年）                 |                                      |
| 62       | 氏俊         | 応永28年（1421年） - 応永34年（1427年）                 |                                      |
| 63       | 氏信         | 正長元年（1428年） - 永享元年（1429年）                 |                                      |
| 64       | 氏継         | 永享2年（1430年） - 永享4年（1432年）                   |                                      |
| 65       | 氏俊         | 永享5年（1433年） - 嘉吉3年（1443年）                   |                                      |
| 66       | 氏弘         | 文安元年（1444年） - 文安2年（1445年）                  |                                      |
| 67       | 氏正         | 文安3年（1446年） - 長禄3年（1459年）                   |                                      |
| 68       | 氏郷         | 寛正元年（1460年） - 文正元年（1466年）                 |                                      |
| 69       | 氏国         | 応仁元年（1467年）                                      |                                      |
| 70       | 氏定         | 応仁2年（1468年）                                       |                                      |
| 71       | 興氏         | 文明元年（1469年） - 明応4年（1495年）                  |                                      |
| 72       | 氏佐         | 明応5年（1496年） - 明応7年（1498年）                   |                                      |
| 73       | 興氏         | 明応8年（1499年）                                       |                                      |
| 74       | 氏佐         | 明応9年（1500年） - 文亀3年（1503年）                   |                                      |
| 75       | 興氏         | 永正元年（1504年）                                      |                                      |
| 76(-)    | 正氏         |                                                         |                                      |
| 77(76)   | 氏続         | 永正2年（1505年）                                       |                                      |
| 78(77)   | 正氏         | 永正3年（1506年） - 天文15年（1546年）                  | 山田事件                             |
| 79(78)   | 氏男         | 天文16年（1547年） - 天文20年（1551年）                 |                                      |
| 80(79)   | 氏貞         | 天文21年（1552年） - 天正14年（1586年）                 | 宗像氏嫡流の大宮司家断絶、宗像氏改易 |
|          | 宗繁         | 嫡流断絶後の宮司の一人                                  |                                      |
|          | 辰美         | 前に同じ                                                |                                      |

- 宗像大宮司は79代までだったとする説のほうが有名である。